# Lillie (Louisiana)
Lillie è un comune degli Stati Uniti d'America, situato nello Stato della Louisiana, in particolare nella parrocchia di Union.